# چهارمین دوره جوایز بفتا
 چهارمین دوره جوایز بفتا (به انگلیسی: 4st British Academy Film Awards) به افتخار فیلم ۱۹۵۰ در لندن برگزار شد. همه چیز درباره ایو موفق به کسب جایزه بهترین فیلم شد.

## جوایز و نامزدها
- بهترین فیلم بریتانیا لامپ آبی
- بهترین فیلم انگلیسی یا خارجی همه چیز درباره ایو
- بهترین فیلم مستند  شکست نخوردگان
- جایزه ویژه برای فیلم  حقیقت واقعی در ژاپن
- جایزه سازمان ملل متحد  دریافت خواهید کرد امنیت در گرد و غبار